# Restinga Redskulls
Restinga Redskulls foi uma equipe de futebol americano, da cidade de Porto Alegre, no Rio Grande do Sul.

A equipe disputou o Campeonato Gaúcho de Futebol Americano 2016.

Em 19 de dezembro de 2017 Restinga Redskulls fundiu-se ao Porto Alegre Pumpkins para formar o Armada Futebol Americano. Posteriormente, se fundiu ao Cruzeiro Lions para formar a Armada Lions.